# Premier ministre du Gabon
Le Premier ministre de la République gabonaise est le chef du gouvernement du Gabon jusqu'au 4 mai 2025.
Créée durant la période de colonisation française en 1959, la fonction est abolie une première fois entre 1961 et 1975. Après avoir retrouvé son rôle de chef de gouvernement en 1981, confirmé par la Constitution de 1991, la fonction de Premier ministre est de nouveau supprimée par la Constitution de 2024.
Le premier titulaire est Léon Mba de 1959 à 1961. Raymond Ndong Sima est le dernier à l'occuper, durant la période de transition qui suit le coup d'État de 2023, jusqu'à sa démission le 4 mai 2025.

## Historique
La fonction de Premier ministre est créée par la Constitution du 19 février 1959 qui met en œuvre la République gabonaise au sein de la Communauté française. Lors de l'indépendance du Gabon vis-à-vis de la France, la promulgation de la Constitution du 14 novembre 1960 instaure un régime parlementaire avec un Premier ministre en tant que chef du gouvernement,.
La fonction est très rapidement abolie par la nouvelle constitution adoptée le 21 février 1961, jusqu'à son rétablissement le 15 avril 1975 par la promulgation d'un amendement constitutionnel, qui renforce dans le même temps le rôle du Parti démocratique gabonais (PDG) en tant que parti unique. Cependant, le Premier ministre ne retrouve pleinement son rôle de chef de gouvernement que par une révision constitutionnelle en 1981. La fonction est également maintenue dans la nouvelle Constitution adoptée en 1991.
La Constitution de 2024, promulguée après la période de transition consécutive au coup d'État de 2023, supprime la fonction de Premier ministre en instaurant un régime présidentiel où le président de la République, chef de l'exécutif, est à la fois chef de l'État et chef du gouvernement. Le Premier ministre est remplacé par le vice-président du gouvernement, révoqué et désigné à la discrétion du président. Selon Gabon Review ce remplacement de rôle vise à diminuer « le potentiel de contrôle parlementaire sur l'exécutif ». Le 4 mai 2025, le Premier ministre de la transition, Raymond Ndong Sima, remet sa démission au président Brice Oligui Nguema, entérinant la disparition de la fonction.

## Liste des Premiers ministres
| No                                                                  | Portrait                                                            | Titulaire (naissance-mort)                                          | Mandat                                                              | Mandat                                                              | Mandat                                                              | Parti politique                                                     | Parti politique                                                     | Chef d'État (mandat)                                                |
| No                                                                  | Portrait                                                            | Titulaire (naissance-mort)                                          | Début                                                               | Fin                                                                 | Durée                                                               | Parti politique                                                     | Parti politique                                                     | Chef d'État (mandat)                                                |
| République gabonaise au sein de la Communauté française (1969-1960) | République gabonaise au sein de la Communauté française (1969-1960) | République gabonaise au sein de la Communauté française (1969-1960) | République gabonaise au sein de la Communauté française (1969-1960) | République gabonaise au sein de la Communauté française (1969-1960) | République gabonaise au sein de la Communauté française (1969-1960) | République gabonaise au sein de la Communauté française (1969-1960) | République gabonaise au sein de la Communauté française (1969-1960) | République gabonaise au sein de la Communauté française (1969-1960) |
| ------------------------------------------------------------------- | ------------------------------------------------------------------- | ------------------------------------------------------------------- | ------------------------------------------------------------------- | ------------------------------------------------------------------- | ------------------------------------------------------------------- | ------------------------------------------------------------------- | ------------------------------------------------------------------- | ------------------------------------------------------------------- |
| 1                                                                   | Léon Mba                                                            | Léon Mba (1902-1967)                                                | 27 février 1959                                                     | 17 août 1960                                                        | 1 an, 5 mois et 21 jours                                            |                                                                     | BDG                                                                 | —                                                                   |
| République gabonaise (depuis 1960)                                  |                                                                     |                                                                     |                                                                     |                                                                     |                                                                     |                                                                     |                                                                     |                                                                     |
| (1)                                                                 | Léon Mba                                                            | Léon Mba (1902-1967)                                                | 17 août 1960                                                        | 21 février 1961                                                     | 6 mois et 4 jours                                                   |                                                                     | BDG                                                                 | Lui-même                                                            |
| Fonction abolie du 21 février 1961 au 16 avril 1975                 |                                                                     |                                                                     |                                                                     |                                                                     |                                                                     |                                                                     |                                                                     |                                                                     |
| 2                                                                   | Léon Mébiame Mba                                                    | Léon Mébiame Mba (1934-2015)                                        | 16 avril 1975                                                       | 3 mai 1990                                                          | 15 ans et 17 jours                                                  |                                                                     | PDG                                                                 | Omar Bongo (1967-2009)                                              |
| 3                                                                   | Casimir Oyé Mba                                                     | Casimir Oyé Mba (1942-2021)                                         | 3 mai 1990                                                          | 2 novembre 1994                                                     | 4 ans, 5 mois et 30 jours                                           |                                                                     | Indépendant                                                         | Omar Bongo (1967-2009)                                              |
| 4                                                                   | Paulin Obame Nguema                                                 | Paulin Obame Nguema (1934-2023)                                     | 2 novembre 1994                                                     | 23 janvier 1999                                                     | 4 ans, 2 mois et 21 jours                                           |                                                                     | PDG                                                                 | Omar Bongo (1967-2009)                                              |
| 5                                                                   | Jean-François Ntoutoume Emane                                       | Jean-François Ntoutoume Emane (né en 1939)                          | 23 janvier 1999                                                     | 20 janvier 2006                                                     | 6 ans, 11 mois et 28 jours                                          |                                                                     | PDG                                                                 | Omar Bongo (1967-2009)                                              |
| 6                                                                   | Jean Eyeghe Ndong                                                   | Jean Eyeghe Ndong (né en 1939)                                      | 20 janvier 2006                                                     | 17 juillet 2009                                                     | 3 ans, 5 mois et 27 jours                                           |                                                                     | PDG                                                                 | Omar Bongo (1967-2009)                                              |
| 7                                                                   | Paul Biyoghe Mba                                                    | Paul Biyoghe Mba (né en 1953)                                       | 17 juillet 2009                                                     | 27 février 2012                                                     | 2 ans, 7 mois et 10 jours                                           |                                                                     | PDG                                                                 | Ali Bongo (2009-2023)                                               |
| 8                                                                   | Raymond Ndong Sima                                                  | Raymond Ndong Sima (né en 1955)                                     | 27 février 2012                                                     | 25 janvier 2014                                                     | 1 an, 10 mois et 29 jours                                           |                                                                     | PDG                                                                 | Ali Bongo (2009-2023)                                               |
| 9                                                                   | Daniel Ona Ondo                                                     | Daniel Ona Ondo (né en 1945)                                        | 25 janvier 2014                                                     | 29 septembre 2016                                                   | 2 ans, 8 mois et 4 jours                                            |                                                                     | PDG                                                                 | Ali Bongo (2009-2023)                                               |
| 10                                                                  | Emmanuel Issoze Ngondet                                             | Emmanuel Issoze Ngondet (1961-2021)                                 | 29 septembre 2016                                                   | 12 janvier 2019                                                     | 2 ans, 3 mois et 14 jours                                           |                                                                     | PDG                                                                 | Ali Bongo (2009-2023)                                               |
| 11                                                                  | Julien Nkoghe Bekalé                                                | Julien Nkoghe Bekalé (né en 1962)                                   | 12 janvier 2019                                                     | 16 juillet 2020                                                     | 1 an, 6 mois et 4 jours                                             |                                                                     | PDG                                                                 | Ali Bongo (2009-2023)                                               |
| 12                                                                  | Rose Christiane Ossouka Raponda                                     | Rose Christiane Ossouka Raponda (née en 1963)                       | 16 juillet 2020                                                     | 9 janvier 2023                                                      | 2 ans, 5 mois et 24 jours                                           |                                                                     | PDG                                                                 | Ali Bongo (2009-2023)                                               |
| 13                                                                  | Alain-Claude Bilie-By-Nze                                           | Alain-Claude Bilie-By-Nze (né en 1967)                              | 9 janvier 2023                                                      | 30 août 2023 (Coup d'État)                                          | 7 mois et 21 jours                                                  |                                                                     | PDG                                                                 | Ali Bongo (2009-2023)                                               |
| Fonction vacante du 30 août au 7 septembre 2023                     |                                                                     |                                                                     |                                                                     |                                                                     |                                                                     |                                                                     |                                                                     |                                                                     |
| —                                                                   | Raymond Ndong Sima                                                  | Raymond Ndong Sima (né en 1955) Transition                          | 7 septembre 2023                                                    | 4 mai 2025                                                          | 1 an, 7 mois et 27 jours                                            |                                                                     | Indépendant (de 2023 à 2024)                                        | Brice Oligui Nguema (2023-2025, transition)                         |
| —                                                                   | Raymond Ndong Sima                                                  | Raymond Ndong Sima (né en 1955) Transition                          | 7 septembre 2023                                                    | 4 mai 2025                                                          | 1 an, 7 mois et 27 jours                                            | Alliance patriotique                                                |                                                                     | Brice Oligui Nguema (2023-2025, transition)                         |
| Fonction abolie depuis le 4 mai 2025                                |                                                                     |                                                                     |                                                                     |                                                                     |                                                                     |                                                                     |                                                                     |                                                                     |